# Glen Gardner
Glen Gardner est une municipalité américaine située dans le comté de Hunterdon au New Jersey.

## Géographie
La municipalité s'étend sur 1,52 mille carré (3,94 km2). Elle est traversée par le ruisseau Spruce Run.
| Hampton            | Lebanon Township   | Lebanon Township |
| Bethlehem Township | Glen Gardner       | Lebanon Township |
| Bethlehem Township | Bethlehem Township | Lebanon Township |

## Histoire
La région est d'abord habitée par les Lenapes. L'un des premiers habitants européens est John Eveland, qui y ouvre une taverne en 1760,. La localité est d'abord appelée Eveland's Tavern, Spruce Run Mills puis Sodom. Elle prend le nom de Clarksville en 1827, peu après l'ouverture d'un bureau de poste par M. Clark.
Le chemin de fer du Central Railroad of New Jersey atteint le bourg en 1852. Dans les années 1863, cinq frères de la famille Gardner s'installent à Clarksville pour ouvrir une usine de fabrication de chaise qui emploie jusqu'à 700 ouvriers. La ville est finalement renommée Glen Gardner en 1871,, en l'honneur des frères Gardner. Le terme glen fait référence à sa localisation dans un vallon du Spruce Run.
Glen Gardner devient un borough indépendant des townships de Bethlehem et de Lebanon le 26 mars 1919. En 1931, Glen Gardner cède une partie de son territoire à la ville voisine de Hampton.

## Démographie
Lors du recensement de 2010, la population de Glen Gardner est de 1 704 habitants. Elle a presque doublé entre les années 1970 et les années 1990.